# Óscar Carmona
António Óscar Fragoso Carmona, (thường được gọi là António Óscar de Fragoso Carmona, phát âm Bồ Đào Nha: 24 tháng 11 năm 1869 - 18 tháng 4 năm 1951) là Thủ tướng thứ 96 của Bồ Đào Nha và Tổng thống thứ 11 của Bồ Đào Nha (1926-1951), từng là Bộ trưởng Bộ Chiến tranh năm 1923.

## Xuất thân chính trị
Carmona là một người cộng hòa và là người tự do, và đã nhanh chóng chấp nhận lời tuyên bố của nước Cộng hòa Bồ Đào Nha đầu tiên vào ngày 5 tháng 10 năm 1910. Tuy nhiên, ông không bao giờ là một người đồng cảm với hình thức chính phủ dân chủ và - như ông sau đó đã thú nhận trong một cuộc phỏng vấn đến António Ferro - ông chỉ bỏ phiếu lần đầu tiên tại Quốc hội năm 1933. Trong thời kỳ Cộng hòa thứ Nhất, ông từng phục vụ trong thời gian ngắn dưới thời Bộ trưởng Chiến tranh trong chính phủ António Ginestal Machado năm 1923. Không giống như thủ tướng Gomes da Costa, Carmona đã không thấy hành động trong Thế chiến I.